# Indium (111In) satumomab pendetide
Indium (111In) satumomab Pendetide (tên thương mại OncoScint CR103) là một kháng thể đơn dòng của chuột được sử dụng để chẩn đoán ung thư. Kháng thể, satumomab, được liên kết với Pendetide, một dẫn xuất của DTPA. Pendetide hoạt động như một tác nhân chelating cho hạt nhân phóng xạ indium-111.